# Alstervergnügen

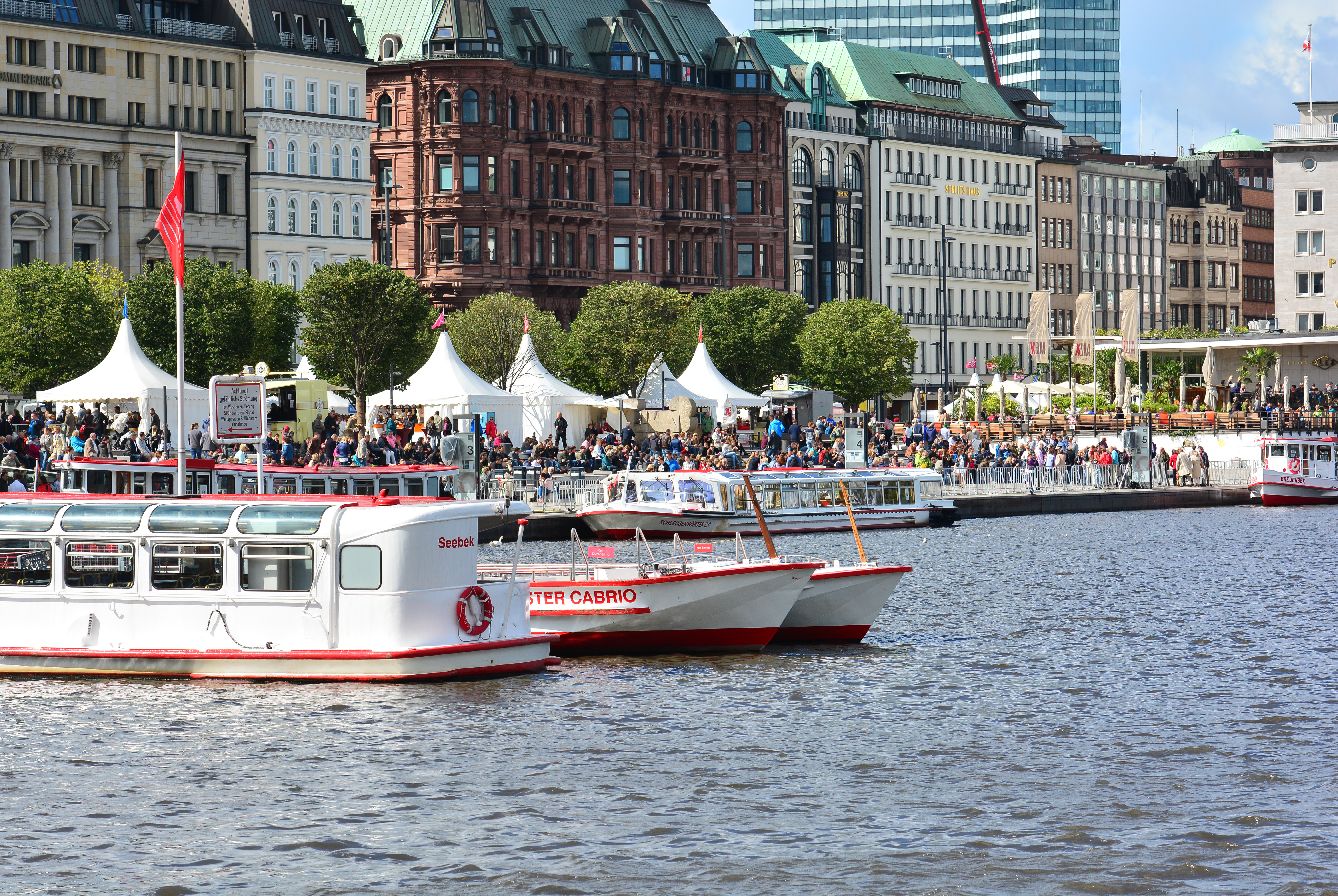
Alstervergnügen, Jungfernstieg

Panorama

Das Alstervergnügen war ein bedeutendes Volksfest in Hamburg, das von 1976 bis 2017 jedes Jahr an vier Tagen Ende August/Anfang September in der Alt- und Neustadt rund um die Binnenalster veranstaltet wurde und jährlich bis zu 600.000 Besucher zählte.
Das Alstervergnügen wurde unter Beteiligung des Kabarettisten Eberhard Möbius einst zur Belebung der Hamburger Innenstadt geschaffen. Neben Gastronomie- und Verkaufsständen wurden mehrere Bühnen aufgebaut, auf denen meist lokale Künstler auftraten. Zahlreiche Lautsprecherbrücken sorgten für Musik, die zeitweise (z. B. während des Feuerwerks) zentral zusammengeschaltet werden.
Besonderer Höhepunkt war dabei seit 1994 das jeweils über drei Abende hin ausgetragene internationale Feuerwerkfestival auf der Binnenalster, initiiert und bis zu seinem Tode moderiert von Carlheinz Hollmann.
2018 fiel die Veranstaltung insbesondere aus finanziellen Gründen aus. Der bisherige Veranstalter zog sich daraufhin zurück.

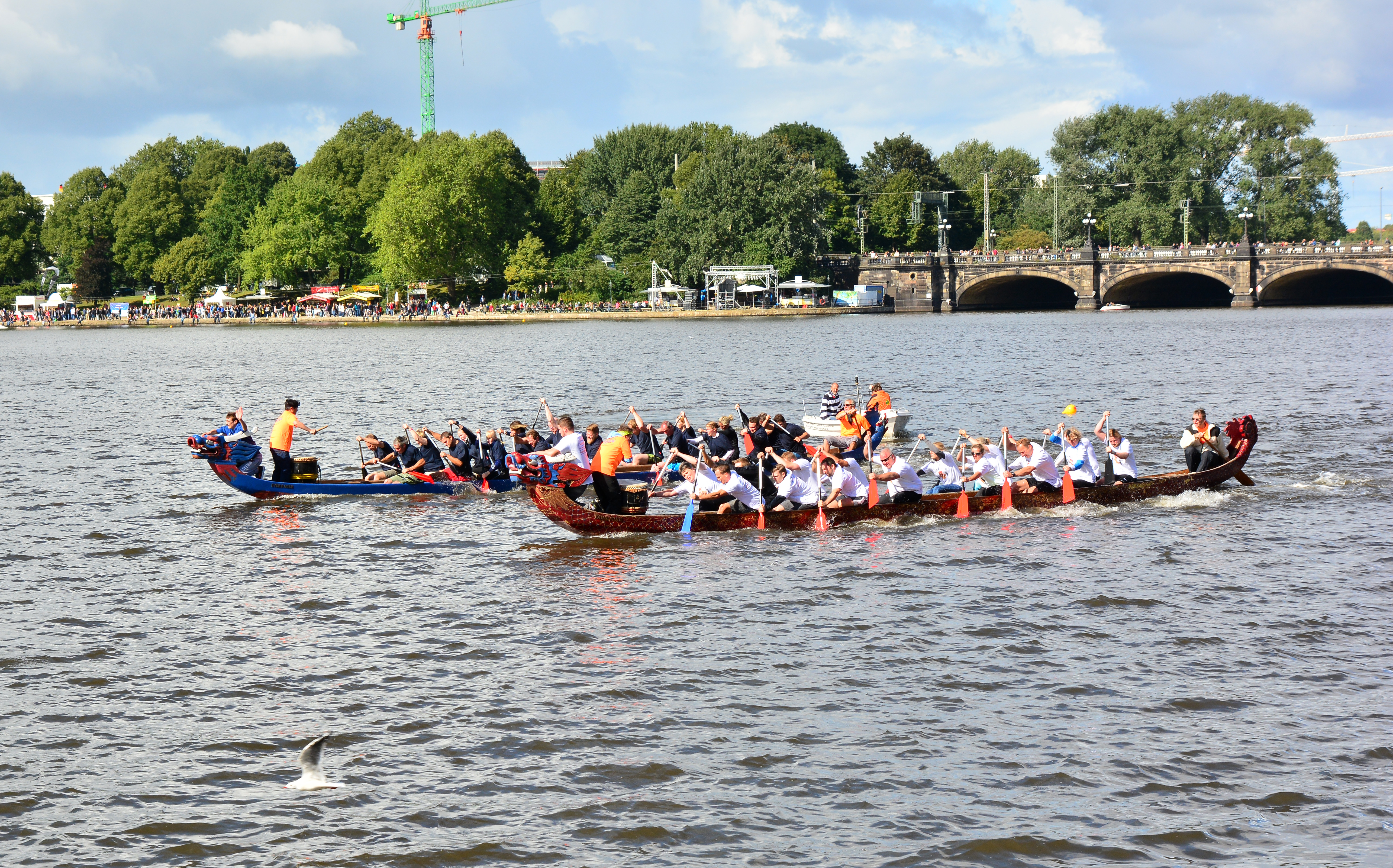
Drachenbootrennen
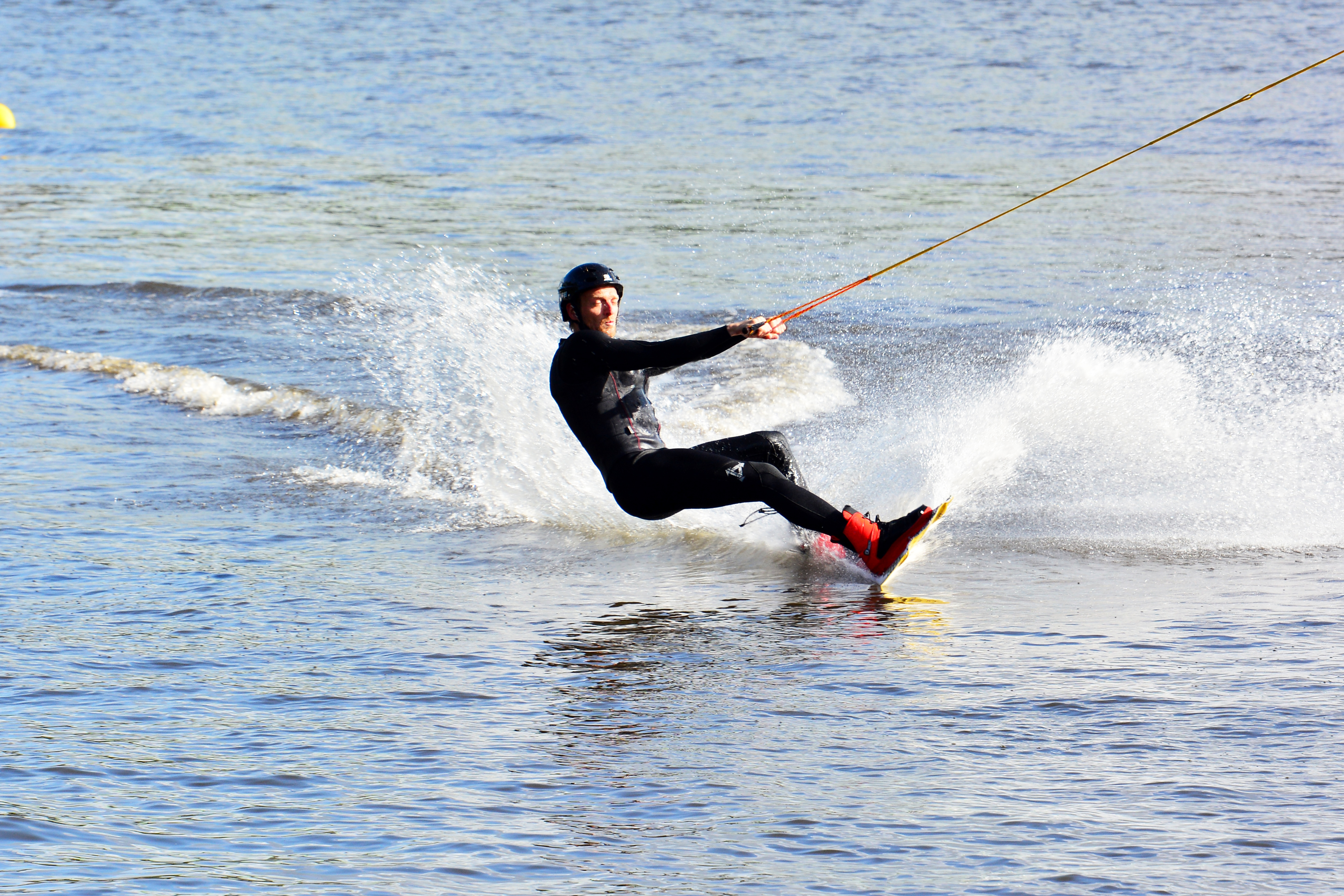
Wakeboarding
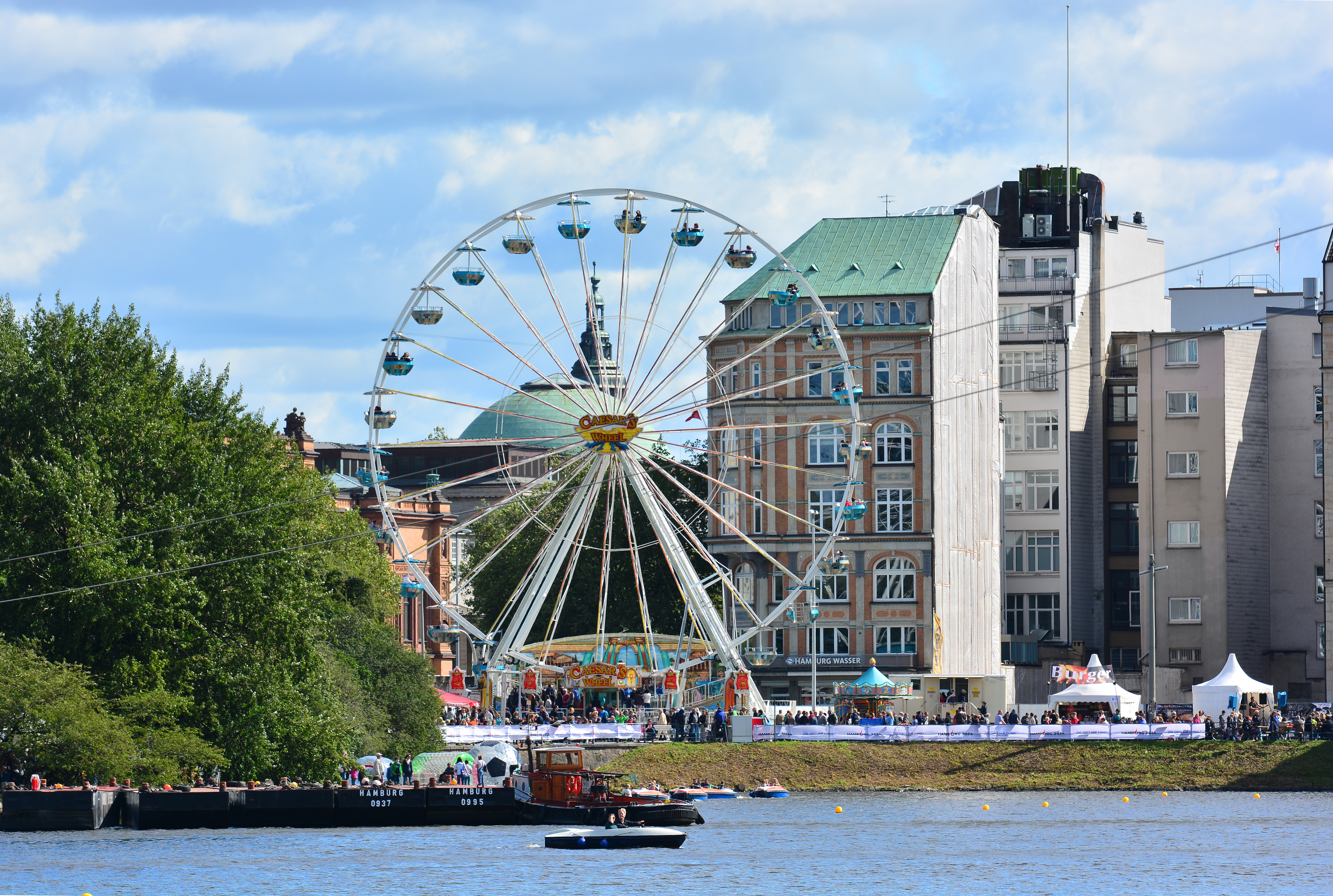
Riesenrad
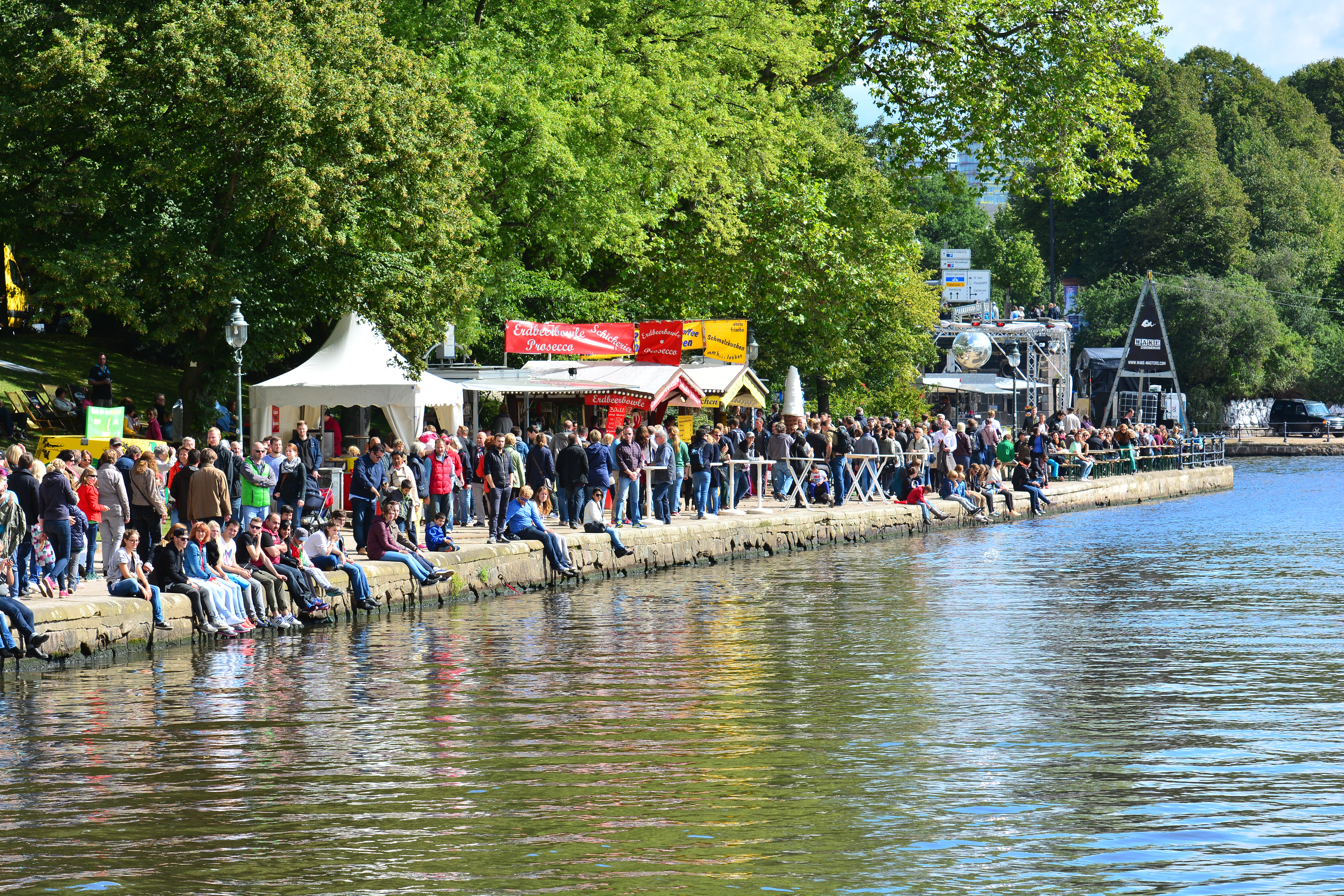
Besuchermeile

- Panorama